# Natalie Hausmann
Natalie Hausmann (* 1978) ist eine deutsche Jazzmusikerin (Saxophone, Komposition, auch Flöte).

## Leben und Wirken
Hausmann studierte an der Folkwang Universität der Künste in Essen bei Matthias Nadolny und Hugo Read. 2001 war sie Mitglied im JugendJazzOrchester NRW; 2005 erhielt sie ein Stipendium für einen Workshop im kanadischen Banff, wo sie u. a. Unterricht bei Don Byron, Dave Douglas, Greg Osby und Martin Zilber hatte. Im selben Jahr gewann sie mit ihrem Projekt „le diffus“ den Förderpreis von „Jazzwerk Ruhr“. 2006 legte sie mit ihrer Band Le diffus (Lars Kuklinski, Trompete, Roman Babik Klavier, Fender Rhodes, Michael Kehraus, Bass und Patrick Hengst, Schlagzeug) ihr Debütalbum transversale (JazzHausMusik) vor. In den folgenden Jahren arbeitete sie mit dem Grillo-Theater Essen sowie mit Teilen des Streicher-Ensembles der Philharmonie Essen und der Philharmonie Duisburg zusammen und trat mit verschiedensten Ensembles (wie le diffus, CK-10, Electric Bazaar, 4Jazz) auf, für die sie auch Kompositionen schrieb. Des Weiteren steuerte sie Musik für den Film Kunststücke (Regie Mathias Frick), einen Dokumentarfilm über die Berliner Kunstszene bei. Weiterhin schrieb sie Teile der Bühnenmusik für den Kabarettisten Philip Simon und arrangierte Musik für Fernsehproduktionen. Von 2009 bis 2013 lebte sie als freischaffende Saxophonistin und Komponistin in Berlin, bevor sie nach Köln zog. Anfang 2014 wirkte sie bei Aufnahmen des Pianisten Joachim Raffel mit und nahm mit dem Ensemble „Pénte“ des tschechischen Kontrabassisten Tomáš Liška in Prag das Album Bercheros Odyssee auf. Seit 2019 ist sie Komponistin für Filmmusik.

## Diskographische Hinweise
- M. Richard 4-tett: Kammermusik (Mons Records, 2006)
- CK10: Auf Leben und Ton (Unit Records, 2014)
- Joachim Raffel: So Dance, and Please, Let Me Listen to Your Song (Unit Records, 2015)
- Pénte: Bercheros Odyssee (Animal Records, 2015)